# Mariä-Empfängnis-Kirche (Warschau)

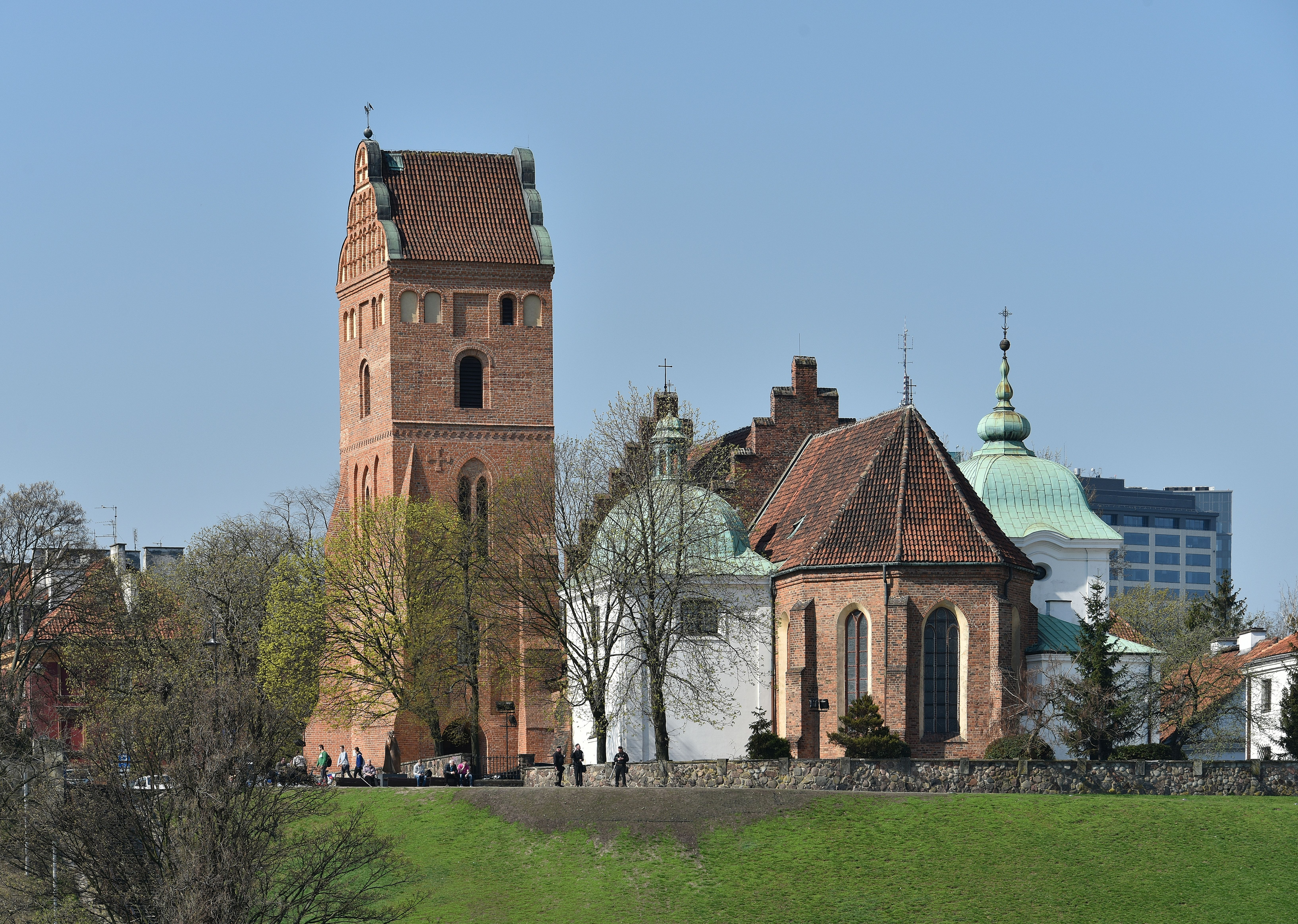
Blick von Osten

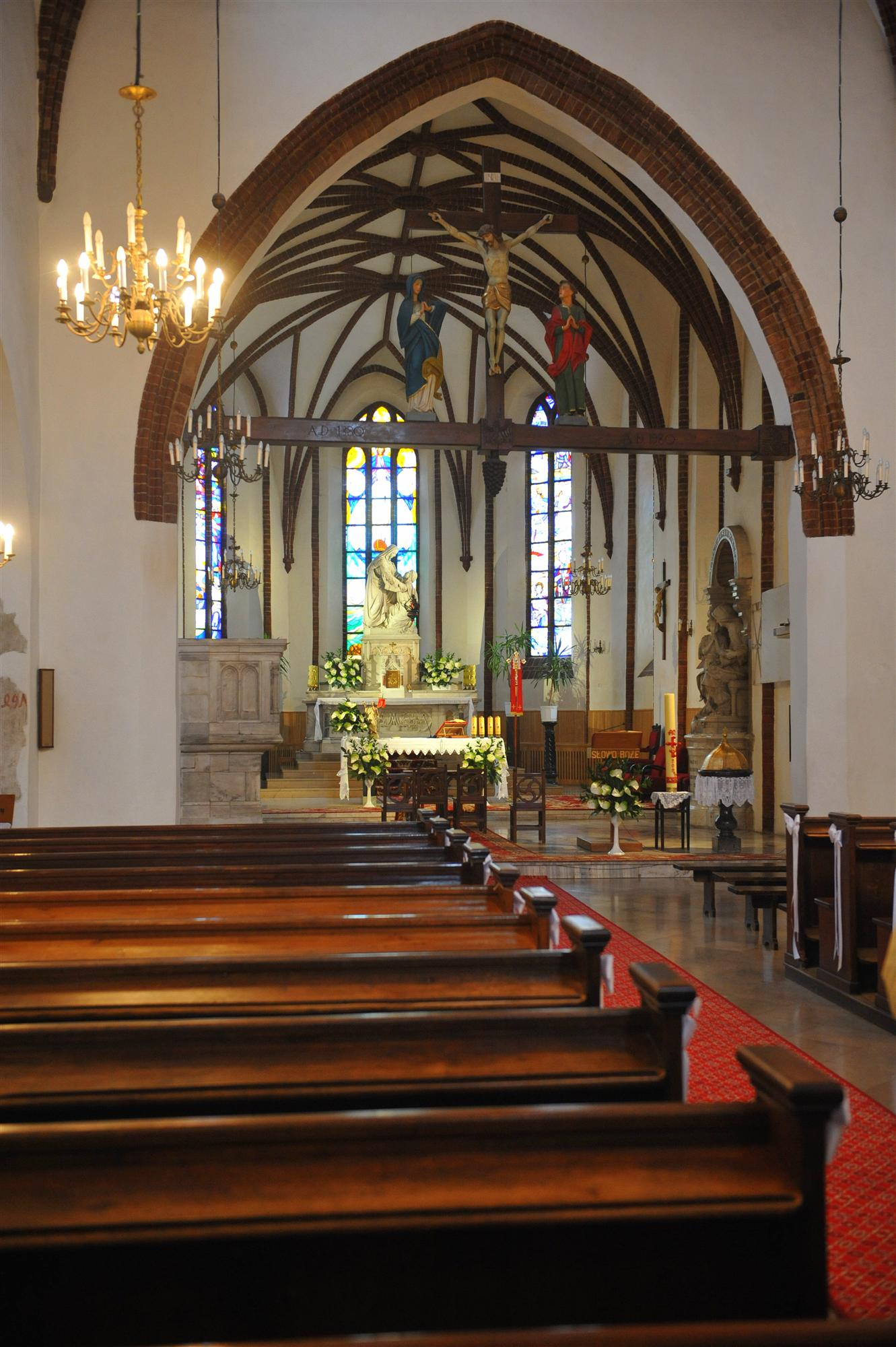
Innenraum

Die Kirche Mariä Empfängnis (polnisch Kościół Nawiedzenia Najświętszej Maryi Panny) in der Warschauer Neustadt ist eine katholische Pfarrkirche an der ul. Przyrynek unweit des Neustädter Marktplatzes. Sie ist mit dem Patrozinium Mariä Empfängnis der Gottesmutter Maria geweiht.

## Geschichte

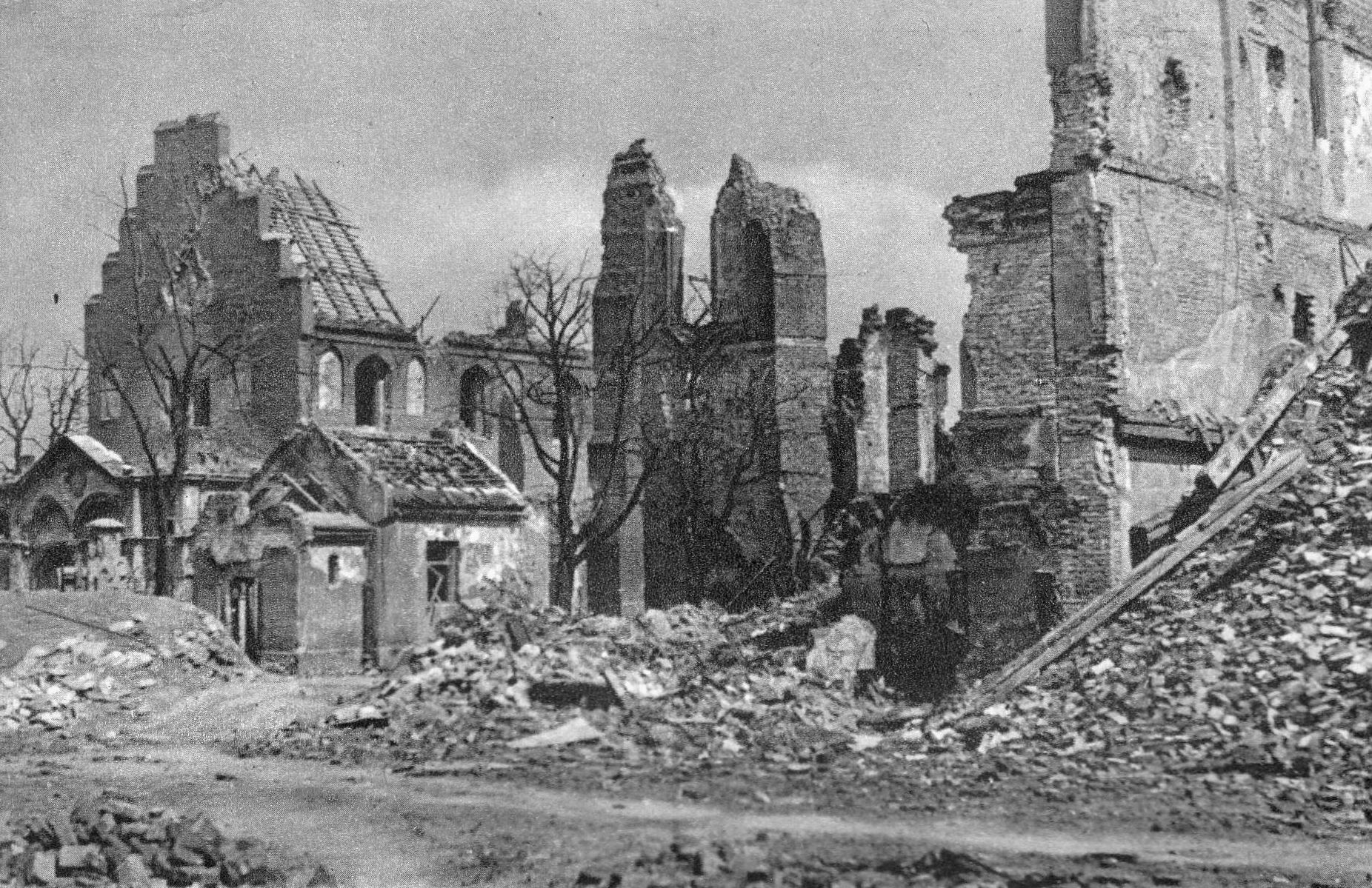
Die zerstörte Kirche im Jahr 1945

Die Kirche wurde 1411 anstelle eines heidnischen Tempels im Stil der Backsteingotik als Pfarrkirche für die Warschauer Neustadt errichtet. Sie wurde noch vor der Schlacht bei Tannenberg vom masowischen Fürsten Janusz I. dem Älteren gestiftet und 1411 von Bischof Wojciech Jastrzębiec eingeweiht. Boleslaus IV. baute die Kirche zu einer dreischiffigen Basilika aus. Im Jahr 1518 kam der spätgotische Glockenturm hinzu. Nach der Verlegung des Königssitzes von Krakau nach Warschau wurde es Brauch, dass der König an der Fronleichnamsprozession der Neustädter Gemeinde vor der Kirche teilnahm. Während der Schwedenkriege im 17. Jahrhundert wurde die Kirche stark in Mitleidenschaft gezogen. Im 19. Jahrhundert erfolgte ein Umbau der Kirche im Stil des Historismus. Jedoch gaben ihr Józef Pius Dziekoński und Stefan Szyller Anfang des 20. Jahrhunderts ihre ursprüngliche Form zurück. Die Kirche wurde bereits in den ersten Kriegstagen des Zweiten Weltkriegs von der Luftwaffe bombardiert. Im Zuge des Warschauer Aufstands wurde sie von der Wehrmacht vollständig zerstört. Sie wurde nach dem Zweiten Weltkrieg von 1947 bis 1952 im ursprünglichen Stil der masowischen Backsteingotik wieder aufgebaut.